# Gorgadji (Burkina Faso)
Pour les articles homonymes, voir Gorgadji.
Gorgadji est une commune rurale et le chef-lieu du département de Gorgadji dans la province du Séno de la région Sahel au Burkina Faso.

## Géographie
La commune est traversée par la route nationale 23.

## Histoire
Le 21 mai 2025, au moins 105 civils sont tués par un convoi militaire burkinabé dans plusieurs villages des communes de Dori et Gorgadji.